# Parricidio

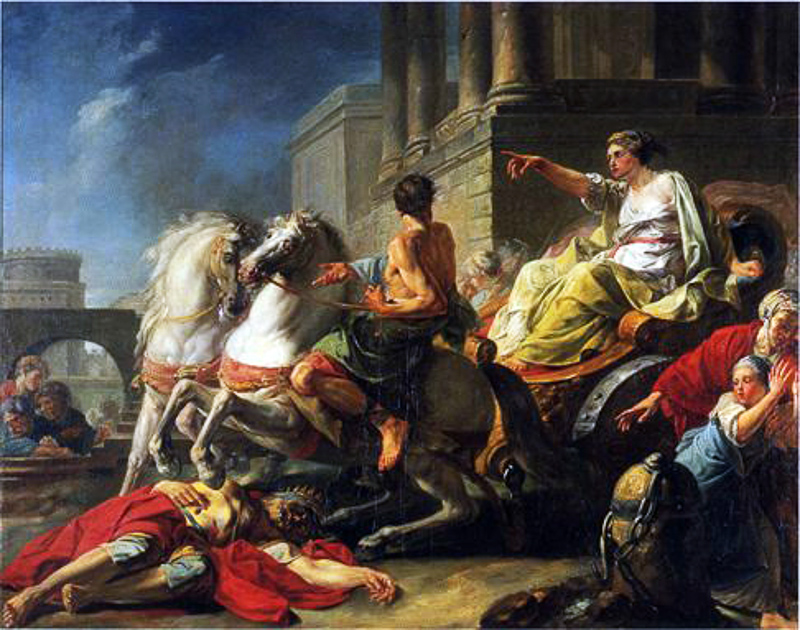
Jean Bardin, Tullia fa passare il suo carro sul corpo del padre

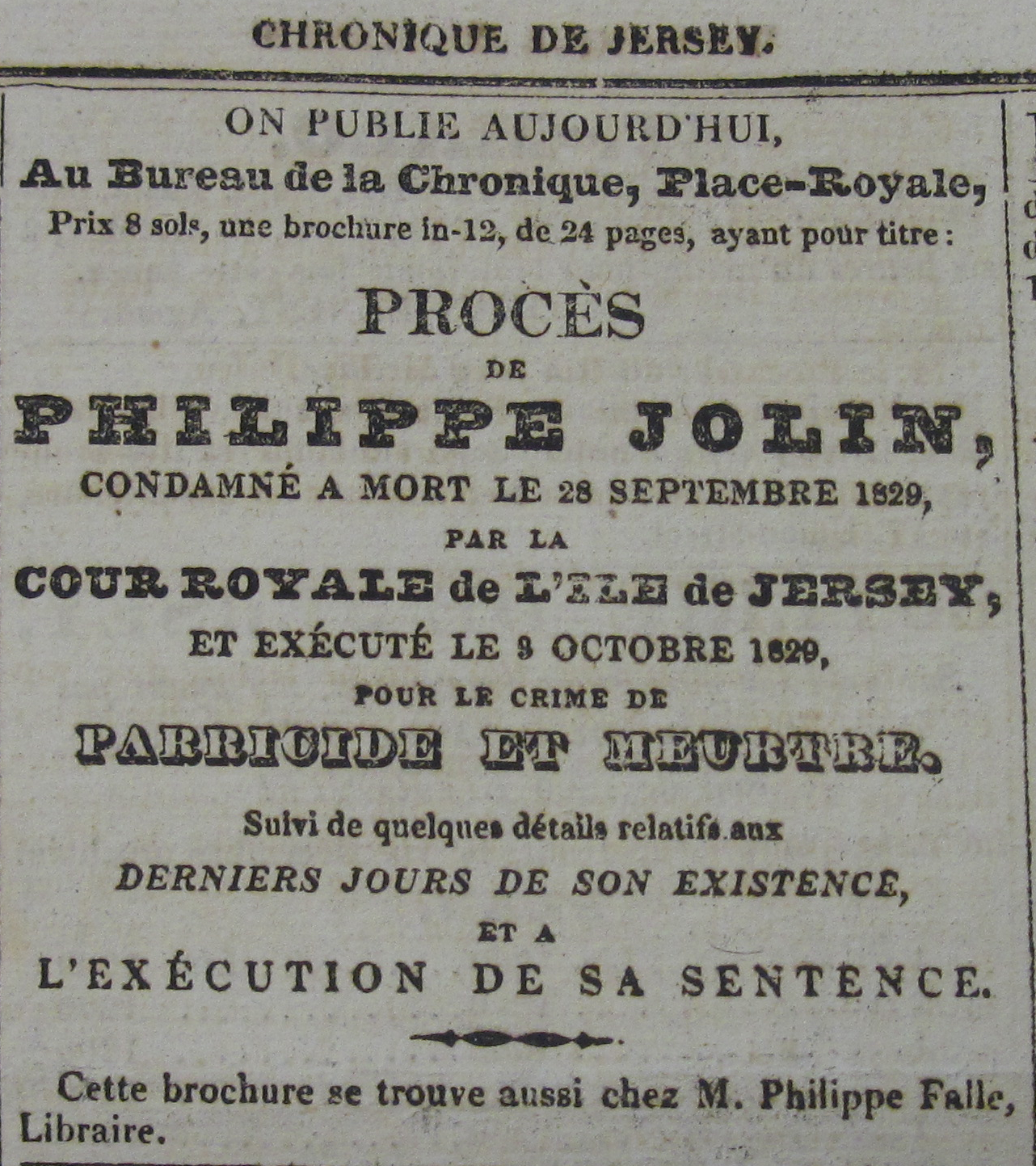
Chronique de Jersey: processo di Philippe Jolin, condannato a morte il 28 settembre 1829 dalla Corte Reale dell'Ile de Jersey e giustiziato il 3 ottobre 1829 per il reato di omicidio e parricidio

Il parricidio è genericamente l'omicidio di un parente, inteso di solito come colui dal quale si discende.
Comprende i termini specifici dell'uccisione del padre (patricidio), della madre (matricidio).

## Etimologia
La parola è un composto del sostantivo latino parens, parentis al plurale parentes (genitori), dal quale deriva il termine italiano "parenti", e dal verbo caedere da cui deriva l'italiano uccidere.

## Casi storici
Un parricidio molto famoso è stato quello in cui Bruto uccise il suo padre adottivo, Giulio Cesare (cesaricidio). Ben più recente quello del principe Dipendra del Nepal, che uccise i genitori insieme ad altri suoi parenti.

## Nella filosofia

### Parmenicidio
Il termine parricidio, in campo culturale, viene usato anche per definire il processo di superamento o confutazione da parte di un allievo nei confronti del proprio maestro.
Celebre è quello intentato da Platone nei confronti di Parmenide, da lui stesso definito come "parmenicidio".  Il parmenicidio è l'"omicidio ideale" che Platone intraprende, in vecchiaia, nei confronti del pensiero di Parmenide di Elea. Il parmenicidio, tuttavia non è affatto un parricidio fisico, dato che Platone non aveva alcun rapporto di parentela con Parmenide. Il parricidio platonico così definito dalla storia della filosofia, consiste nell'inserire l'opportunità della non esistenza come essenza, andando a negare l'icastica definizione dell'essere parmenideo: "L'essere è, e non può non essere; il non essere a sua volta coincide con il nulla".
All'epoca di Platone la diatriba filosofica verteva tra la sua scuola e quella dei mobilisti. Platone ha compiuto il parmenicidio per fare sì che l'idea di essere possa rimanere immutabile nell'iperuranio ed essere allo stesso tempo soggetta al diventare del mondo materiale eracliteo (dove le idee delle cose come sostanza degli enti si mescolano, ma non si distruggono le une con le altre), scardinando il principio parmenideo dell'essere come ente fuori dal tempo. Conseguenza del parricidio platonico è, secondo il filosofo contemporaneo Emanuele Severino, tutto il pensiero occidentale che genera il fenomeno definito nichilismo.

## Nella mitologia
Il parricidio è un archetipo abbastanza comune in diverse culture e religioni, soprattutto in quella greca: tra i più famosi, vi sono Edipo e Crono, il padre di Zeus. Secondo il mito le Erinni hanno perseguitato i parricidi per tutta l'eternità.

## Giurisprudenza

### Diritto romano
Nel diritto romano, si intende più generalmente l'assassinio di genitori o parenti prossimi, che in epoca monarchica era giudicato dai quaestores parricidii che infliggevano o meno la poena cullei. Tale crimine sarà oggetto di giudizio di quaestio perpetua in età repubblicana e di cognitio extra ordinem in età imperiale. La parola "parricidio" risale a una deliberazione di Numa Pompilio, dove, con la clausola "parricidas esto", reprime il crimine dell'omicidio di un parente, associando allo stesso reato l'omicidio di un uomo libero commesso con la volontà (da cui, oggi deriva l'omicidio doloso). Con "parricidas esto", Numa Pompilio ha voluto dare agli agnati del cittadino ucciso la possibilità di far giustizia del sangue versato ingiustamente verso la propria famiglia.
Il parricidio era considerato un crimine efferato, la cui gravità superava quella degli altri crimini regolati dal diritto. Il parricida era condannato alla morte con pena del sacco (poena cullei), avente una forte valenza simbolica, soprattutto in rapporto alla situazione sociale e del diritto entro cui era formata la famiglia romana, dove la figura del Pater familias dominava indiscussa, avendo, per legge, la podestà sopra i figli e i suoi discendenti, quindi una condizione che poteva creare forti attriti, in caso di pater familias longevi che portava a frequenti parricidi.
Per altri la clausola "parricidas esto" riscontra un significato del tutto diverso. Infatti dovrebbe intendersi (il che riscuote un maggiore successo fra gli studiosi odierni) che l'omicida "sia soggetto a essere parimenti ucciso", nel caso che l'uccisione sia stata commessa "cum dolo". Se allora, era sussistito l'elemento della volontà si sarebbe attribuita la poena cullei, eventualmente l'uccisione fosse stata colposa, la pena stabilita comportava la consegna di un ariete alla famiglia del defunto.

### Diritto moderno

#### In Italia
Il parricidio nel diritto italiano è contemplato dall'articolo n. 577 del Codice penale, che lo punisce come omicidio con l'aggravante del rapporto di parentela.
In Italia casi particolarmente noti di parricidio dei genitori sono il caso Graneris (1975), quello effettuato da Roberto Succo (1981), il caso Carretta (1989), il caso Maso (1991), il delitto di Novi Ligure (2001) e il delitto di Bolzano (2021). Considerando i casi di figlicidio, casi noti sono il delitto di Cogne (2002), quello di delitto di Santa Croce Camerina (2014) e di Diana Pifferi.